# Paradox Entertainment
Paradox Entertainment AB är ett svenskt mediabolag grundat 1999.
Vid Target Games rekonstruktion 1999 döptes dotterbolaget Target Interactive om till Paradox Entertainment för att ta över rättigheterna till Target Games alla produkter och varumärken. Sedan dess har de dels ägnat sig åt att producera datorspel i egen regi, dels licensiera ut rättigheterna till Targets gamla varumärken och produkter, bland annat Järnringen och Riot Minds. I december 2004 såldes hela datorspelsavdelningen till spelföretagets VD som sedermera går under beteckningen Paradox Interactive.
Paradox Entertainment köpte under 2002 det amerikanska bolaget Conan Properties International som samlat samtliga rättigheter till figuren Conan och en majoritet av berättelserna skapade av Robert E Howard. Man startade under 2004 ett dotterbolag i Los Angeles och i samband med avyttringen av Paradox Interactive drivs samtlig verksamhet i USA. 2006 meddelade bolaget att man köpt hela den litterära portföljen skapad av Robert E Howard.
Företaget utvecklar de berättelser, figurer och universum som man äger rättigheterna till inom diverse media såsom film, TV, serier, böcker, med mera. Rättigheterna till Conan licensieras till exempel ut till företag som Warner Bros, THQ, Funcom och Swordplay, medan världen från rollspelet Mutant Chronicles licensierats ut till företaget Pressman Film. Filmen Mutant Chronicles hade biopremiär 7 augusti 2008.
Den 8 juni 2015 avyttrades företagets USA-baserade dotterbolag med all verksamhet till Cabinet Holdings Inc. VD för Cabinet Holdings är Fredrik Malmberg (affärsman), grundare av Paradox Entertainment och Target Games.